# Duché de Saxe-Eisenberg

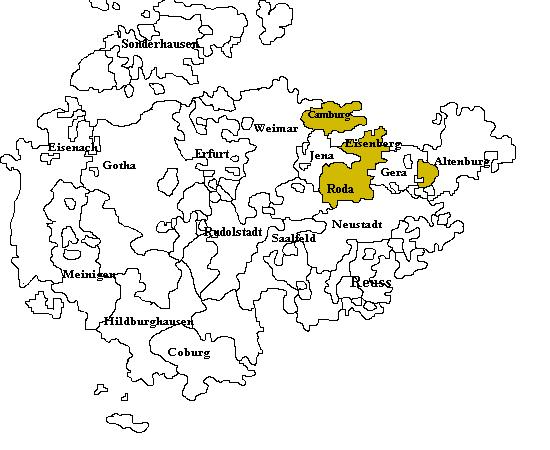
Le Duché de Saxe-Eisenberg au sein du Land de Thuringe.

Le Duché de Saxe-Eisenberg est un état du Saint-Empire romain germanique situé dans l'actuel Land de Thuringe, contrôlé par la Branche ernestine de la maison de Wettin.
Il est créé en 1680 pour Christian, 5e fils de Ernest Ier de Saxe-Gotha, le Duché est composé de Eisenberg et des cités de Ronneburg, Roda et Cambourg.  Après la mort sans héritier du duc en 1707, ses domaines sont disputés entre les frères survivants de Christian et leurs descendants lors de la querellee d'héritage entre Cobourg Eisenberg Roemhild, le conflit n'est résolu qu'en 1735.

## Duc de Saxe-Eisenberg
- 1680-1707 : Christian.

Conflit entre Saxe-Gotha-Altenburg, Saxe-Meiningen, Saxe-Römhild, Saxe-Coburg-Saalfeld, et Saxe-Hildburghausen.